# Union Sportive Blida
Ne doit pas être confondu avec USM Blida.
Pour les articles homonymes, voir USB (homonymie).
Maillots
L'Union Sportive Blida (en arabe : الاتحاد الرياضي البليدة), plus couramment abrégé en US Blida, est un club algérien de football fondé en 1920 puis dissout en 1962, et situé dans la ville de Blida.
Il évoluait au Stade de l'USB de Blida.

## Histoire
L'Union Sportive Blida est créée en 1920 dans la ville de Blida, par des colons européens qui étaient des amateurs de sport et de football.

## Palmarès
| Compétitions nationales |
| --- |
| - Ligue d'Alger de Football Association,: - Division d'honneur : - Champion (1) : 1926 - Vice-Champion : 1927. - Coupe départementale: - Vainqueur (2) : 1924 et 1925. - Coupe Plantier: - Vainqueur (1) : 1924. |

### Classement en championnat d'Alger par année
- 1920-21 : Division de 2e Série, 1re  Champion
- 1921-22 : Division de Promotion, 1re  Champion
- 1922-23 : Division d'Honneur, 2e
- 1923-24 : Division d'Honneur, 4e
- 1924-25 : Division d'Honneur, 4e
- 1925-26 : Division d'Honneur, 1re Champion
- 1926-27 : Division d'Honneur, 2e Finaliste
- 1927-28 : Division d'Honneur, 8e
- 1928-29 : Division d'Honneur, 4e
- 1929-30 : Division d'Honneur, 6e
- 1930-31 : Division d'Honneur, 9e
- 1931-32 : 1re Division, ?e
- 1932-33 : 1re Division, 2e
- 1933-34 : 1re Division, 2e
- 1934-35 : 1re Division, ?e
- 1935-36 : 1re Division, 2e Joue les barrages
- 1936-37 : 1re Division, 2e   Joue les barrages et accédez
- 1937-38 : Division d'Honneur, 8e
- 1938-39 : Division d'Honneur, 4e
- 1939-40 : Division d'Honneur, 3e Gr. B
- 1940-41 : Division d'Honneur, 9e
- 1941-42 : Division d'Honneur, 7e
- 1942-43 : Division d'Honneur, 8e
- 1943-44 : Division d'Honneur, 10e
- 1944-45 : Division d'Honneur, 4e
- 1945-46 : Division d'Honneur, 8e
- 1946-47 : Division d'Honneur, 12e
- 1947-48 : 1re Division, ?e
- 1948-49 : 1re Division, 9e
- 1949-50 : 1re Division Groupe II, 9e
- 1950-51 : 1re Division, ?e
- 1951-52 : 1re Division, ?e
- 1952-53 : 1re Division Groupe III, ?e
- 1953-54 :
- 1954-55 :
- 1955-56 : 3e Division, ?e
- 1956-57 :
- 1957-58 :
- 1958-59 :
- 1959-60 :
- 1960-61 :
- 1961-62 :

## Personnalités du club

### Présidents du club
- M.Rodriguez
- Alla Albert

### Anciens joueurs du club
Quelques joueurs qui ont marqué l'histoire de l'US Blida.
- G.Fallour
- L.Solvès
- Manuel Ripoll